# Castillo de Tárbena
El castillo de Tárbena en la provincia de Alicante es un castillo de origen musulmán, si bien la mayoría de sus elementos pertenecen a reformas cristianas. 
Se localiza próximo a la población en el cerro Segué a una altitud de 700 m. Desde este lugar se dominaba el valle y el acceso a Parcent por el Coll de Rates.

## Descripción
Se trata de un castillo de planta irregular adaptada a la topografía del terreno, observándose abancalamientos entre los distintos muros como consecuencia de transformaciones agrícolas, lo que dificulta conocer la morfología del mismo.
Entre los restos existentes se distingue algunas dependencias, en especial la base de una torre y el aljibe, el cual constaba de dos recintos de distinto tamaño.